# Freddy Marshall
Freddy Marshall (Caracas; 7 de noviembre de 1959) es un músico y compositor de rock especializado en el género conocido como Heavy metal. Fue fundador de Power Age y de Arkangel, dos de las bandas de Rock más legendarias de Latinoamérica.

## Historia
Freddy Marshall inicia su carrera musical a mediados de los años 70 formando, junto a algunos compañeros de high school, las bandas Badge y Equos Reverber Band. En esos grupos se desempeñaba como batería pero, paralelamente a ello, comenzaba, fuertemente influenciado por artistas como Led Zeppelin, Deep Purple, Humble Pie, Neil Young y Carlos Santana entre otros, a incursionar en el mundo de la guitarra.
En 1978 conoce a Paul Gillman y a los hermanos Giancarlo y Giorgio Picozzi y junto a ellos funda la banda Power Age. Este grupo, considerado el pionero del Heavy Metal en Venezuela, tocaba covers de bandas como Aerosmith, Kiss, ACDC o Judas Priest y es a través del impulso de Marshall que Power Age comienza a integrar canciones propias en sus presentaciones, de hecho la primera canción propia de la banda es un tema llamado "Paper Life" cuyo autor es Freddy Marshall.
Durante 2 años el grupo realiza varias giras por todo el país y alcanza una gran popularidad entre los amantes del rock, llamando la atención de algunas compañías discográficas, una de las cuales, COLOR, les ofrece un contrato para grabar varios álbumes.
En 1980 Power Age cambia de nombre, desde ese año hasta el día de hoy, la banda se llamará Arkangel y la carrera musical de Freddy Marshall estará indisolublemente ligada a Arkangel durante 23 años ya que en esta banda desarrollará toda su actividad musical. Durante esos años se graban 7 álbumes y Marshall contribuye con algunas de las canciones más significativas del grupo, entre las cuales se podrían citar temas como "El vagón de la Muerte", "Nada es Eterno", "La procesión de Satanás", "El juicio final", "Despierta América", "Paper Life" entre otros muchos. Marshall tuvo también la oportunidad de compartir escenario en esa época con artistas tales como  Grand Funk Railroad, Scorpions, Joe Perry Project, Barón Rojo, REO Speedwagon y Rick Wakeman cuando estos actuaron en Venezuela. Arkangel también participó en la película Cangrejo del director Román Chalbaud, tomando parte en algunas escenas y en la banda sonora de la película.
Además de su trabajo como músico, Freddy Marshall fue el productor ejecutivo de los álbumes "No más apariencias","Inmortal" y "El Ángel de la Muerte".
En 2003 y luego de una larga carrera de éxitos con la banda, Freddy Marshall decide por motivos personales abandonar Arkangel.
En el 2013, tras salir de un largo retiro del mundo de la música, Marshall crea su propio sello discográfico (M&G Releases) y retoma su carrera como productor musical lanzando al mercado un disco recopilatorio titulado "Hard Times (Arkangel)", en el cual aparecen 10 de las mejores canciones compuestas por él durante su estadía en la banda.
En marzo de 2020 Fred Marshall a través de su sello M&G Releases lanza al mercado su primer álbum solista titulado Iron Horse el cual contiene 8 temas inéditos
En octubre de 2021 Marshall lanza un nuevo álbum titulado Old Rockers Never Die conteniendo ocho nuevas canciones.

## Discografía
Con Arkangel:
- Arkangel (1981)
- Rock Nacional (1982)
- Represión Latinoamericana (1983)
- La respuesta (recopilatorio) (1987)
- No más apariencias (maxi-single) (1992)
- Inmortal (1994)
- El Ángel de la Muerte (2000)
- Hard Times (Arkangel) (2013)

Como solista:
- Iron Horse (Marshall) (2020)
- Old Rockers Never Die  (Marshall) (2021)